# Hrabstwo Sheboygan
Hrabstwo Sheboygan (ang. Sheboygan County) – hrabstwo w stanie Wisconsin w Stanach Zjednoczonych.
Obszar całkowity hrabstwa obejmuje powierzchnię 1270,97 mil² (3291,8 km²). Według szacunków United States Census Bureau w roku 2009 miało 112 646 mieszkańców. Jego siedzibą administracyjną jest Sheboygan.
Hrabstwo powstało w 1836.

## Miasta
- Greenbush
- Herman
- Holland
- Lima
- Lyndon
- Mitchell
- Mosel
- Plymouth – city
- Plymouth – town
- Rhine
- Russell
- Scott
- Sheboygan – city
- Sheboygan – town
- Sheboygan Falls  – city
- Sheboygan Falls  – town
- Sherman
- Wilson

## Wsie
- Adell
- Cascade
- Cedar Grove
- Elkhart Lake
- Glenbeulah
- Howards Grove
- Kohler
- Oostburg
- Random Lake
- Waldo

## CDP
- Gibbsville
- Greenbush
- Hingham